# Думка. Тяжко-важко в світі жити…
«Думка. Тяжко-важко в світі жити…» — вірш Тараса Шевченка, написаний 2 листопада 1838 року в Гатчині.

## Автографи
Зберігся чистовий автограф твору на окремому аркуші, тоді як первісний автограф не відомий. Твір датується за автографом 2 листопада 1838 року, та місцем написання — Гатчина.

## Публікації
22 листопада 1841 року Г. Ф. Квітка-Основ'яненко звернувся до Шевченка з проханням надіслати свої твори для альманаху «Молодик», що саме тоді готувався в Харкові. Відгукуючись на це прохання, Шевченко переписав вірш з якогось ранішого автографа і 8 грудня 1841 року надіслав його разом з кількома іншими своїми творами — «Песней караульного у тюрьмы из драмы „Невеста“» та баладою «Утоплена» — до Г. Ф. Квітки-Основ'яненка. «Що найшлося, те і посилаю», — писав поет. Призначений для «Молодика» автограф «Думки» («Тяжко-важко в світі жити…») написано чорнилом на перших двох сторінках аркуша, складеного вчетверо, на третій сторінці якого Шевченко записав «Песню караульного у тюрьмы из драмы „Невеста“». Під текстом думки — місце і дата написання — «Гатчина, 2 ноября 1838 року».
За цим автографом вірш опубліковано в альманасі «Молодик» 1843 року (частина 2, стор. 91—92). У публікації припущено помилки: у рядку 8 замість «А нема де дітись» надруковано «І нема де дітись». Помилка, ймовірно, виникла внаслідок неправильного прочитання невиразно написаного Шевченком першого слова. Рядки 21—32 довільно виділено лапками, що порушило змістово-стилістичну єдність — внутрішній монолог ліричного героя, який починається раніше.
З «Молодика» вірш передруковано в «Кобзарі» 1860 року під назвою «Думка», спільною для чотирьох поезій («Тече вода в синє море…», «Вітре буйний, вітре буйний!..», «Тяжко-важко в світі жити…» та «Нащо мені чорні брови…»), і з відступом між рядками 32 та 33.
У новій публікації є пунктуаційні зміни, внесені, очевидно, Д. С. Каменецьким, який виконував технічну роботу над підготовкою рукопису «Кобзаря» 1860 року. Оскільки автограф «Думки» лишився в І. Є. Бецького, помилки, припущені в «Молодику», не було усунуто.
Таким чином, обидві прижиттєві публікації не відтворюють точно авторський текст вірша, зафіксований спеціально підготовленим Шевченком до публікації автографом.
Вірш поширювався в списках. Від публікації в «Молодику» походять списки: І. М. Лазаревського кінця 1850-х років з виправленнями Шевченка в тексті інших творів; І. М. Лазаревського в альбомі Лазаревських (записи 1844—1887 років); у рукописному «Кобзарі» 1861 року, що належав І. П. Левченку. «Кобзар» 1860 року є джерелом неповного списку (рядки 1—12), без дати; у збірці «Сочинения Т. Г. Шевченка» 1862 року; у рукописному «Кобзарі» 1863—1867 років; у «Кобзарі» 1866 року; у записній книжці П. М. Волгіна 1872 року тощо.

## Сюжет
В основі сюжету твору — фольклорні мотиви сирітства та загибелі козака на чужині. В образі сироти-козака Шевченко уособлює й власні настрої і переживання. Серед джерел думки — одна з поетових улюблених пісень — «Ой не шуми, луже, дубровою дуже…» (куплет цієї пісні він включив до вірша 1848 року «Ну що б, здавалося, слова…»).